# Trường Lĩnh
Trường Lĩnh (chữ Hán giản thể:长岭县) là một huyện thuộc địa cấp thị Tùng Nguyên, tỉnh Cát Lâm, Cộng hòa Nhân dân Trung Hoa. Huyện này có diện tích 5787 ki-lô-mét vuông, dân số 640.000 người. Mã số bưu chính là 131500. Chính quyền huyện đóng tại trấn Trường Lĩnh. Về mặt hành chính, huyện này được chia thành 12 trấn, 19 hương.
- Trấn: Trường Lĩnh, Thái Bình Xuyên, Cự Bảo Sơn, Thái Bình Sơn, Tiền Thất Hiệu, Tân An, Tam Thanh Sơn, Đại Hưng, Bắc Chính, Vĩnh Cửu, Lưu Thủy, Lợi Phát Thịnh.
- Hương: Tam Thập Hiệu, Đông Lục Hiệu, Tập Thể, Quang Minh, Vĩnh Thăng, Thất Toát, Tam Đoàn, Song Long, Quảng Thái, Long Phong, Bát Thập Bát Hiệu, Yêu Đà Tử, Tân Phong.

## Khí hậu
| Dữ liệu khí hậu của Trường Lĩnh, elevation 189 m (620 ft),(1991–2020 normals, extremes 1971–2010) | Dữ liệu khí hậu của Trường Lĩnh, elevation 189 m (620 ft),(1991–2020 normals, extremes 1971–2010) | Dữ liệu khí hậu của Trường Lĩnh, elevation 189 m (620 ft),(1991–2020 normals, extremes 1971–2010) | Dữ liệu khí hậu của Trường Lĩnh, elevation 189 m (620 ft),(1991–2020 normals, extremes 1971–2010) | Dữ liệu khí hậu của Trường Lĩnh, elevation 189 m (620 ft),(1991–2020 normals, extremes 1971–2010) | Dữ liệu khí hậu của Trường Lĩnh, elevation 189 m (620 ft),(1991–2020 normals, extremes 1971–2010) | Dữ liệu khí hậu của Trường Lĩnh, elevation 189 m (620 ft),(1991–2020 normals, extremes 1971–2010) | Dữ liệu khí hậu của Trường Lĩnh, elevation 189 m (620 ft),(1991–2020 normals, extremes 1971–2010) | Dữ liệu khí hậu của Trường Lĩnh, elevation 189 m (620 ft),(1991–2020 normals, extremes 1971–2010) | Dữ liệu khí hậu của Trường Lĩnh, elevation 189 m (620 ft),(1991–2020 normals, extremes 1971–2010) | Dữ liệu khí hậu của Trường Lĩnh, elevation 189 m (620 ft),(1991–2020 normals, extremes 1971–2010) | Dữ liệu khí hậu của Trường Lĩnh, elevation 189 m (620 ft),(1991–2020 normals, extremes 1971–2010) | Dữ liệu khí hậu của Trường Lĩnh, elevation 189 m (620 ft),(1991–2020 normals, extremes 1971–2010) | Dữ liệu khí hậu của Trường Lĩnh, elevation 189 m (620 ft),(1991–2020 normals, extremes 1971–2010) |
| Tháng                                                                                             | 1                                                                                                 | 2                                                                                                 | 3                                                                                                 | 4                                                                                                 | 5                                                                                                 | 6                                                                                                 | 7                                                                                                 | 8                                                                                                 | 9                                                                                                 | 10                                                                                                | 11                                                                                                | 12                                                                                                | Năm                                                                                               |
| ------------------------------------------------------------------------------------------------- | ------------------------------------------------------------------------------------------------- | ------------------------------------------------------------------------------------------------- | ------------------------------------------------------------------------------------------------- | ------------------------------------------------------------------------------------------------- | ------------------------------------------------------------------------------------------------- | ------------------------------------------------------------------------------------------------- | ------------------------------------------------------------------------------------------------- | ------------------------------------------------------------------------------------------------- | ------------------------------------------------------------------------------------------------- | ------------------------------------------------------------------------------------------------- | ------------------------------------------------------------------------------------------------- | ------------------------------------------------------------------------------------------------- | ------------------------------------------------------------------------------------------------- |
| Cao kỉ lục °C (°F)                                                                                | 5.0 (41.0)                                                                                        | 14.9 (58.8)                                                                                       | 21.3 (70.3)                                                                                       | 31.3 (88.3)                                                                                       | 35.7 (96.3)                                                                                       | 37.6 (99.7)                                                                                       | 36.4 (97.5)                                                                                       | 36.2 (97.2)                                                                                       | 32.3 (90.1)                                                                                       | 27.1 (80.8)                                                                                       | 19.3 (66.7)                                                                                       | 10.6 (51.1)                                                                                       | 37.6 (99.7)                                                                                       |
| Trung bình ngày tối đa °C (°F)                                                                    | −9.0 (15.8)                                                                                       | −3.3 (26.1)                                                                                       | 5.0 (41.0)                                                                                        | 15.1 (59.2)                                                                                       | 22.5 (72.5)                                                                                       | 27.3 (81.1)                                                                                       | 28.8 (83.8)                                                                                       | 27.4 (81.3)                                                                                       | 22.7 (72.9)                                                                                       | 13.8 (56.8)                                                                                       | 1.9 (35.4)                                                                                        | −7.2 (19.0)                                                                                       | 12.1 (53.7)                                                                                       |
| Trung bình ngày °C (°F)                                                                           | −14.8 (5.4)                                                                                       | −9.6 (14.7)                                                                                       | −1.2 (29.8)                                                                                       | 8.8 (47.8)                                                                                        | 16.4 (61.5)                                                                                       | 21.8 (71.2)                                                                                       | 24.1 (75.4)                                                                                       | 22.4 (72.3)                                                                                       | 16.5 (61.7)                                                                                       | 7.7 (45.9)                                                                                        | −3.5 (25.7)                                                                                       | −12.5 (9.5)                                                                                       | 6.3 (43.4)                                                                                        |
| Tối thiểu trung bình ngày °C (°F)                                                                 | −19.5 (−3.1)                                                                                      | −15.0 (5.0)                                                                                       | −6.8 (19.8)                                                                                       | 2.6 (36.7)                                                                                        | 10.4 (50.7)                                                                                       | 16.5 (61.7)                                                                                       | 19.8 (67.6)                                                                                       | 17.9 (64.2)                                                                                       | 10.9 (51.6)                                                                                       | 2.4 (36.3)                                                                                        | −8.0 (17.6)                                                                                       | −16.9 (1.6)                                                                                       | 1.2 (34.1)                                                                                        |
| Thấp kỉ lục °C (°F)                                                                               | −34.9 (−30.8)                                                                                     | −34.3 (−29.7)                                                                                     | −24.2 (−11.6)                                                                                     | −12.0 (10.4)                                                                                      | −4.3 (24.3)                                                                                       | 4.4 (39.9)                                                                                        | 10.0 (50.0)                                                                                       | 7.7 (45.9)                                                                                        | −1.2 (29.8)                                                                                       | −13.5 (7.7)                                                                                       | −24.9 (−12.8)                                                                                     | −33.0 (−27.4)                                                                                     | −34.9 (−30.8)                                                                                     |
| Lượng Giáng thủy trung bình mm (inches)                                                           | 2.5 (0.10)                                                                                        | 2.9 (0.11)                                                                                        | 8.6 (0.34)                                                                                        | 13.9 (0.55)                                                                                       | 46.1 (1.81)                                                                                       | 75.1 (2.96)                                                                                       | 102.8 (4.05)                                                                                      | 97.5 (3.84)                                                                                       | 38.3 (1.51)                                                                                       | 21.6 (0.85)                                                                                       | 9.3 (0.37)                                                                                        | 4.2 (0.17)                                                                                        | 422.8 (16.66)                                                                                     |
| Số ngày giáng thủy trung bình (≥ 0.1 mm)                                                          | 3.2                                                                                               | 2.3                                                                                               | 3.7                                                                                               | 4.5                                                                                               | 8.7                                                                                               | 11.6                                                                                              | 11.7                                                                                              | 10.4                                                                                              | 7.4                                                                                               | 5.0                                                                                               | 3.7                                                                                               | 4.1                                                                                               | 76.3                                                                                              |
| Số ngày tuyết rơi trung bình                                                                      | 4.5                                                                                               | 3.6                                                                                               | 4.9                                                                                               | 1.5                                                                                               | 0                                                                                                 | 0                                                                                                 | 0                                                                                                 | 0                                                                                                 | 0.1                                                                                               | 1.1                                                                                               | 3.9                                                                                               | 5.7                                                                                               | 25.3                                                                                              |
| Độ ẩm tương đối trung bình (%)                                                                    | 63                                                                                                | 54                                                                                                | 47                                                                                                | 42                                                                                                | 48                                                                                                | 61                                                                                                | 73                                                                                                | 74                                                                                                | 64                                                                                                | 57                                                                                                | 59                                                                                                | 64                                                                                                | 59                                                                                                |
| Số giờ nắng trung bình tháng                                                                      | 186.1                                                                                             | 201.3                                                                                             | 238.1                                                                                             | 234.0                                                                                             | 253.1                                                                                             | 244.0                                                                                             | 225.9                                                                                             | 222.8                                                                                             | 237.2                                                                                             | 215.2                                                                                             | 171.3                                                                                             | 162.1                                                                                             | 2.591,1                                                                                           |
| Phần trăm nắng có thể                                                                             | 65                                                                                                | 68                                                                                                | 64                                                                                                | 58                                                                                                | 55                                                                                                | 53                                                                                                | 49                                                                                                | 52                                                                                                | 64                                                                                                | 64                                                                                                | 60                                                                                                | 59                                                                                                | 59                                                                                                |
| Nguồn 1: China Meteorological Administration                                                      |                                                                                                   |                                                                                                   |                                                                                                   |                                                                                                   |                                                                                                   |                                                                                                   |                                                                                                   |                                                                                                   |                                                                                                   |                                                                                                   |                                                                                                   |                                                                                                   |                                                                                                   |
| Nguồn 2: Weather China                                                                            |                                                                                                   |                                                                                                   |                                                                                                   |                                                                                                   |                                                                                                   |                                                                                                   |                                                                                                   |                                                                                                   |                                                                                                   |                                                                                                   |                                                                                                   |                                                                                                   |                                                                                                   |